# Jordan Belfi
Jordan Christopher Belfi (* 30. November 1978 in Los Angeles, Kalifornien) ist ein US-amerikanischer Schauspieler.

## Biografie
Belfi besuchte die Wesleyan University in Middleton, Connecticut, und schloss sein Studium im Jahr 2000 ab. Bereits während seines Studiums trat er 1999 in einer Folge der Fernsehserie Undressed – Wer mit wem? und in einer Folge der Fernsehserie Sabrina – Total Verhext! auf. Im Jahr 2001 war er in den Fernsehserien Power Rangers Time Force und Buffy – Im Bann der Dämonen sowie in Brian Robbins’ Fernsehfilm Close to Home an der Seite von Jared Padalecki und Katharine Towne zu sehen. In der Filmkomödie Virgil – Voll verliebt! spielte er im darauffolgenden Jahr eine tragende Rolle. In der Folge The Party’s Over der Fernsehserie Gilmore Girls war er 2004 in der Rolle des Jordan Chase zu sehen.
Bekannt ist Belfi vor allem durch seine Rolle in der Fernsehserie Entourage des US-Fernsehsenders HBO, in der er den Agenten Adam Davies verkörperte, den Widerpart von Ari Gold, gespielt von Jeremy Piven. Er wirkte in der Serie in 14 Folgen mit, die sich über den Zeitraum 2004 bis 2009 erstreckten.
In dem Mystery-Thriller Blood Deep von 2005 war Belfi in der Hauptrolle besetzt, ebenso wie in dem romantischen Filmdrama The Trouble with Romance (2007), in dem Josie Davis seine Filmpartnerin war. Im selben Jahr wirkte er auch in einer Nebenrolle als Fuzzy22 in der Filmkomödie Ten Inch Hero mit und spielte eine der Hauptrollen in dem Actiondrama Mexican Sunrise sowie 2008 in der Filmkomödie Remarkable Power. In dem futuristischen Action-Thriller Surrogates – Mein zweites Ich von 2009 von Jonathan Mostow mit Bruce Willis in der Hauptrolle war Belfi in einer Nebenrolle besetzt.
Im Jahr 2010 war Belfi in dem von einer wahren Geschichte inspirierten Filmdrama Christina der Filmpartner von Nicki Aycox und Stephen Lang, sowie in der Filmromanze Bedrooms – What lies behind closed Doors der Partner von Moon Bloodgood und Julie Benz. Daran schlossen sich Rollen in diversen Fernsehserien an und 2012 eine der Hauptrollen in dem Action-Thriller The Millionaire Tour. Im selben Jahr wirkte er in zwei Folgen der Krankenhausserie Grey’s Anatomy in der Rolle des Nick mit und spielte in dem Horrorthriller The Sacred, der mit dem Slogan warb: „Sie können Ihre Vergangenheit vergessen, aber Ihre Vergangenheit sie nicht“ eine der Hauptrollen. 2013 war er in der Weihnachtskomödie Eine Hochzeit zu Weihnachten mit Katrina Law und Patricia Richardson in der Rolle des Ben Tannenhill zu sehen, Sohn einer reichen und einflussreichen Politikerfamilie. Das Filmdrama Beyond the Lights von 2014, in dem Belfi mitwirkte, erhielt eine Oscar-Nominierung in der Kategorie „Bester Filmsong“. Der Thriller Homecoming, in dem Belfi einer der Hauptrollen spielte, stand 2014 ebenfalls in seinem Terminkalender. Dort hieß es: „Einige Erinnerungen kommen zurück, um Dich zu holen.“ In dem 2018 erschienenen romantischen Drama American Curious spielte Belfi die Hauptrolle des David Green, die Geschichte eines Mannes, der erfährt, dass er einst adoptiert worden ist, und dadurch in eine Identitätskrise gerät. Seit 2018 spielt er den Schulleiter Ed Landon in der Fernsehserie All American.
Seit 2018 ist Belfi mit der Schauspielerin und Producerin Rachelle Dimaria verheiratet. Im Juni 2021 gab das Paar bekannt, dass sie ihr erstes Kind erwarten.

## Filmografie (Auswahl)
- 1990: The Elephant in the Living Room
- 1993: Randy räumt auf (Remote; Video)
- 1999: Undressed – Wer mit wem? ((MTV’s) Undressed, Fernsehserie, Folge Seeing Eye Dog)
- 1999: Sabrina – Total Verhext! (Sabrina, the Teenage Witch, Fernsehserie, Folge Dream a Little Dream a Me)
- 2001: Power Rangers Time Force (Fernsehserie, Folge The Legend of the Clock Tower)
- 2001: Buffy – Im Bann der Dämonen (Buffy, Fernsehserie, Folge Smashed)
- 2002: Virgil – Voll verliebt! (Sex and the Teenage Mind)
- 2004: Gilmore Girls (Fernsehserie, Folge The Party’s Over)
- 2004–2009: Entourage (Fernsehserie, 14 Folgen)
- 2005: Blood Deep
- 2006: Drake & Josh unterwegs nach Hollywood (Drake & Josh Go Hollywood)
- 2006: Love, Inc. (Fernsehserie, Folge Friends)
- 2006: Pepper Dennis (Fernsehserie, Folge Charlie Babcock’s Homosexual Encounter)
- 2006–2007: Close to Home (Fernsehserie, Folgen A Father’s Story und Maternal Instinct)
- 2007: Smallville (Fernsehserie, Folge Trespass)
- 2007: Shark (Fernsehserie, 3 Folgen)
- 2007: Justice – Nicht schuldig (Justice, Fernsehserie, Folge False Confession)
- 2007: The Trouble with Romance
- 2007: Ten Inch Hero
- 2007: Mexican Sunrise
- 2007–2008: Moonlight (Fernsehserie, 7 Folgen)
- 2008: Without a Trace – Spurlos verschwunden (Without a Trace, Fernsehserie, Folge Better Angels)
- 2009: CSI: Miami (Fernsehserie, Folge Dead on Arrival)
- 2009: Surrogates – Mein zweites Ich (Surrogates)
- 2010: Ghost Whisperer – Stimmen aus dem Jenseits (Ghost Whisperer, Fernsehserie, Folge Dead Air)
- 2010: Christina
- 2010: Bedrooms
- 2011: Hawaii Five-0 (Fernsehserie, Folge He Kane Hewa’ Ole)
- 2011: The Mentalist (Krimiserie, Folge Red Gold)
- 2011: Melissa & Joey (Sitcom, Folge Waiting for Mr. Right)
- 2011: Charlie’s Angels (Fernsehserie, Folge Runway Angels)
- 2011/2013: Castle (Fernsehserie, Folgen Head Case und Death Gone Crazy)
- 2011/2015: Navy CIS: L.A. (Fernsehserie, Folgen Cyber Threat und Spiral)
- 2012: The Millionaire Tour
- 2012: Bones – Die Knochenjägerin (Bones, Fernsehserie, Folge Der Glanz und die Grausamkeit in Hollywood)
- 2012: Grey’s Anatomy (Fernsehserie, Folgen Let the Bad Times Roll und Migration)
- 2012: The Sacred
- 2013: Chlorine
- 2013: Pawn – Wem kannst du vertrauen (Pawn)
- 2013: Burn Notice (Fernsehserie, Folge All or Nothing)
- 2013: Eine Hochzeit zu Weihnachten (Snow Bride, Fernsehfilm)
- 2013: Rizzoli & Isles (Fernsehserie, Folge A New Day)
- 2014: Beyond the Lights
- 2014: Homecoming
- 2015: Scandal (Fernsehserie, Folgen It’s Good to Be Kink und Honor Thy Father)
- 2016: Badlands of Kain
- 2017: Saturn Returns
- 2017: Major Crimes (Fernsehserie, Folge Quid Pro Quo)
- 2017: Chicago Justice
- 2017: Ex-Wife Killer (Eyewitness)
- 2018: American Curious
- 2018: Code Black (Fernsehserie, Folge Change of Heart)
- seit 2018: All American (Fernsehserie)
- 2022: Don’t Look at the Demon
- 2023: Magnum P.I (Fernsehserie, Folge 5x07)
- 2023: V/H/S/85